# Jean-Pierre Biderre
Jean-Pierre Biderre (né le 19 juin 1950 à Caen) est un coureur cycliste français, professionnel en 1978,.

## Palmarès
- Amateur
  - 1973-1977 : 26 victoires
- 1974
  - Deux Jours de Caen :
    - Classement général
    - 1re et 2e (contre-la-montre) étapes

  - Flèche d'or (avec David Wells)
  - 2e du Tour de la Manche
- 1976
  - Tour de la Vienne
- 1977
  - 2e étape des Deux Jours de Caen
  - 2e du Grand Prix Michel-Lair
  - 2e du Paris-Conneré

## Résultats sur les grands tours

### Tour de France
1 participation
- 1978 : abandon (15e étape)